# Chogyal
Chogyal (tibétain : ཆོས་རྒྱལ, Wylie : chos rgyal) est le titre donné aux anciens monarques des royaumes du Sikkim et du Ladakh qui étaient gouvernés par des branches distinctes de la famille Namgyal. Le chogyal ou « roi divin », était le souverain absolu du Sikkim de 1642 à 1975, date à laquelle le Sikkim a été intégré comme 22e État à l'Inde, à la suite d'un référendum abrogeant la monarchie.
Bien que chogyal soit la traduction en hindi de Dharma Raja, c'est-à-dire « roi religieux », c'est un titre qui était également conféré à des dirigeants temporels et religieux.
Au Bhoutan, les Chogyal sont également connus sous le nom Dharma Raja (signifiant roi Dharma ou Shabdrung). C'est un titre qui était également conféré à une certaine classe de dirigeants temporels et spirituels.
À ce titre, le Chogyal est la réincarnation reconnue (ou succession de réincarnations) de Shabdrung Ngawang Namgyal, fondateur du Bhoutan au XVIIe siècle. Une position d'une importance suprême, le chogyal bhoutanais était au-dessus à la fois de la plus haute autorité monastique, le Je Khenpo, et la plus haute autorité temporelle, le Deb Raja ou Druk Desi.

## Histoire

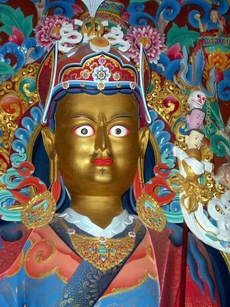
Padmasambhava ou Guru Rinpoche, Sikkim.

De 1642 à 1975, le Sikkim était gouverné par la monarchie Namgyal (également appelée monarchie chogyal), fondée par le descendant de cinquième génération de Gourou Tashi, un prince de la dynastie des Xia occidentaux (ou Minyak) qui vint au Sikkim depuis la région du Kham au Tibet. Chogyal signifie 'gouverneur droit', et était le titre conféré aux rois bouddhistes du Sikkim pendant le règne de la monarchie Namgyal.
Le règne du Chogyal était prédit par le saint patron du Sikkim, Padmasambhava (ou Guru Rinpoche). Le saint du VIIIe siècle a prédit le gouvernorat des rois lorsqu'il arrivera dans le pays. En 1642, Chogyal Phuntsog Namgyal est couronné comme premier gouverneur du Sikkim à Yuksom. Le couronnement du roi fut un grand événement et il fut couronné par des lamas qui arrivèrent de trois directions différentes, le nord, l'ouest et le sud.
À la suite de la guerre anglo-népalaise 1814-1816, le 10 février 1817, le chogyal, signe avec les représentants de la Compagnie britannique des Indes orientales, le traité de Titalia. Celui-ci garantie la sécurité du Sikkim, par les britanniques et rend les terres sikkimaises annexées par les Népalais au cours des siècles.

## Liste des rois de Sikkim
| #  | Nom                 | Dates de naissance et de mort     | Règne                             | Historique |
| -- | ------------------- | --------------------------------- | --------------------------------- | --- |
| 1  | Phuntsog Namgyal    | 1604 – 1670                       | 1642 – 1670                       | Ascension du trône et consécration du premier Chogyal de Sikkim. Le couronnement se fait à la capitale Yuksom. |
| 2  | Tensung Namgyal     | 1644 – 1700                       | 1670 – 1700                       | La capitale est déplacée à Rabdentse. |
| 3  | Chakdor Namgyal     | 1686 – 1717                       | 1700 – 1717                       | Pendiongmu, la demi-sœur de Chakdor Namgyal, essaye de le détrôner, il prend la fuite pour Lhassa, mais est rétabli comme roi avec l'aide du Tibet. |
| 4  | Gyurmed Namgyal     | 1707 – 1733                       | 1717 – 1733                       | Lors de son règne, Sikkim est attaqué par le royaume du Népal. |
| 5  | Phuntsog Namgyal II | 1733 – 1780                       | 1733 – 1780                       | Le Népal attaque la capitale Rabdentse de Sikkim. |
| 6  | Tenzing Namgyal     | 1769 – 1793                       | 1780 – 1793                       | Tenzing Chogyal s'enfuit en exil au Tibet, et y meurt plus tard. |
| 7  | Tshudpud Namgyal    | 1785 – 1863                       | 1793 – 1863                       | Le roi déplace la capitale de Rabdentse à Tumlong. En 1817, Sikkim et l'Inde britannique ont signé le traité de Titalia dans lequel les territoires perdus au Népal ont été appropriés à Sikkim. Darjeeling fut donné aux Indes britanniques en 1835. Deux Britanniques, le Dr Arthur Campbell et le Dr Joseph Dalton Hooker furent capturés par les Sikkimiens en 1849. Les hostilités entre l'Inde britannique et le Sikkim continuèrent et conduisirent à un traité signé dans lequel Darjeeling fut cédé au Raj britannique. |
| 8  | Sidkeong Namgyal    | 1819 – 1874                       | 1863 – 1874                       | Sa mère était la seconde épouse de son père, est la sœur du Panchen-lama. |
| 9  |                     | 1860 – 1914                       | 1874 – 1914                       | Claude White est nommé comme premier officier politique de Sikkim en 1889. La capitale passe de Tumlong à Gangtok en 1894. |
| 10 |                     | 1879 – 11 février 1914            | 1914                              | Sidkeong Tulku Namgyal à le plus court règne de Sikkim, il a régné du 10 février 1914 au 5 décembre 1914. Il meurt prématurément d'insuffisance cardiaque à l'âge de 35 ans. |
| 11 |                     | 26 octobre 1893 – 2 décembre 1963 | 5 décembre 1914 – 2 décembre 1963 | En 1950, l'Inde et le Sikkim signent un traité donnant la suzeraineté sur Sikkim à l'Inde. |
| 12 |                     | 23 mai 1923 – 29 janvier 1982     | 2 décembre 1963 – 10 avril 1975   | Palden Thondup Namgyal est le dernier roi de Sikkim. Il reçoit le 14e dalaï-lama Tenzin Gyatso lorsqu'il se rendit en Inde à l'occasion du 2500e anniversaire de la naissance du bouddha Siddhartha Gautama, de novembre 1956 à février 1957. En 1975, à la suite d'un référendum, Sikkim est devenu un état de l'Inde et la monarchie est abolie. Palden Thondup Namgyal est opposé au référendum et à l'annexion à l'Inde. |

## Prétendants au trône
| # | Nom                           | Dates de naissance et de mort | Règne                  | Historique |
| - | ----------------------------- | ----------------------------- | ---------------------- | --- |
| 0 | Tenzing Kunzang Jigme Namgyal | 14 mars 1952 – 11 mars 1978   | 1975 – 11 mars 1978    | Il est le premier fils de Palden Thondup Namgyal et de sa première femme Samyo Kushoe Sangideki. Il meurt dans un accident de voiture à Gangtok, capitale de Sikkim. |
| 1 | Wangchuk Namgyal              | né le 1er avril 1953          | depuis le 11 mars 1978 | Il est le deuxième fils de Palden Thondup Namgyal, issue du second mariage de son père et de l’auteure américaine Hope Cooke. Il devient l'héritier après la mort de son frère aîné le 11 mars 1978 et succède à son père comme chef de la maison royale de Sikkim, le 19 février 1982. Il est sacré formellement comme roi à la chapelle royale, du monastère de Tsuk-La-Khang à Gangtok, le 29 janvier 1982. |